# Força ascensional
La força ascensional és aquella que exerceixen els fluids cap amunt sobre els objectes que s'hi han submergit prèviament.
El fet que un objecte floti en un líquid és degut al fet que la força ascensional d'aquell líquid n'equilibra el seu pes. Per equilibrar el pes, el cos que s'ha submergit ha d'haver desplaçat una quantitat d'aigua igual a la seva massa. Perquè aquest fet succeeixi la densitat de l'objecte ha de ser inferior a la del líquid, ja que si no és així l'objecte submergit s'enfonsa perquè no pot desplaçar la quantitat d'aigua necessària. Així, per exemple, un tros de suro flota en l'aigua, ja que la seva densitat és inferior a la de l'aigua, i una peça de ferro s'enfonsa, ja que és més densa que l'aigua.
Aquesta força també s'anomena empenyiment i per calcular-la restem del pes de l'objecte el seu pes aparent dins del fluid.